# Frank Consuegra
Pour les articles homonymes, voir Consuegra (homonymie) et Gil.
Consuegra  Gil est un nom espagnol. Le premier nom de famille, en général paternel, est Consuegra ; le second, en général maternel, souvent omis, est Gil.
Frank Consuegra Gil (né le 20 octobre 1996 à Holguín) est un coureur cycliste cubain.

## Palmarès
- 2014
  -  Champion de Cuba du contre-la-montre juniors
- 2015
  - 7e étape du Clásico Guantánamo-La Habana[1]
  - 3e du championnat de Cuba sur route espoirs
- 2016
  -  Champion de Cuba du contre-la-montre espoirs
  - 3e du championnat de Cuba sur route espoirs
- 2017
  -  Champion de Cuba sur route espoirs
  -  Champion de Cuba du contre-la-montre espoirs
- 2019
  - 1re étape de la Copa Fabio di Celmo
  - 2e étape du Premio La Farola
  - 2e du Premio La Farola

## Classements mondiaux
| Année            | 2015 | 2016 | 2017 | 2018 | 2019 |
| ---------------- | ---- | ---- | ---- | ---- | ---- |
| UCI America Tour | 424e |      |      |      | 452e |